# Bring the Noise
«Bring the Noise» (Trae el ruido) es una canción del grupo de hip hop Public Enemy. Se incluyó en la banda sonora de la película de 1987 Less Than Zero (Menor que cero) y también fue lanzada como sencillo aquel año. Más tarde, en 1988, se convirtió en la primera canción del álbum del grupo en It Takes a Nation of Millions to Hold Us Back. El sencillo alcanzó en la lista semanal Billboard Hot R&B/Hip-Hop Songs.
La producción de la canción fue de The Bomb Squad, que ejemplifica su estilo característico, presenta una mezcla disonante de samples de funk, una base de batería, scratch grabados de DJ Terminator X, efectos del tono de una sirena y variados sonidos industriales.
"Bring the Noise" ocupa el puesto 160 en la lista de las 500 mejores canciones de todos los tiempos por la revista Rolling Stone. El crítico Robert Christgau la nombró la tercera mejor canción de los años ochenta.

## Samples
La grabación comienza con un sample de la voz de Malcolm X diciendo "too black, too strong" (demasiado negro, demasiado fuerte) repetidamente.
- "It's My Thing" de Marva Whitney
- "Funky Drummer" de James Brown
- "Get Off Your Ass de Jam" de Funkadelic
- "Fantastic Freaks at the Dixie" de DJ Grand Wizard Theodore
- "I Don't Know What This World is Coming To" de Soul Children

## Versión de Anthrax
En 1991, Public Enemy grabó una nueva versión de "Bring the Noise" en colaboración con la banda de thrash metal Anthrax. Chuck D declaró que en la solicitud inicial de Anthrax, que "no nos tomaba en serio con todo el corazón", pero después de la grabación que "tenía mucho sentimiento". Fue incluida en el álbum de Anthrax Attack of the Killer B's y en el de Public Enemy Apocalypse 91...The Enemy Strikes Black, y se tocó en una gira en conjunto de las dos bandas, con shows divididos pero cantando esta canción al final en conjunto. Chuck D dijo que esta gira fue "una de las más difíciles" que haya experimentado, pero cuando las dos bandas se unieron en el escenario con "Bring the Noise" dijo "fue la metralla" refiriéndose a su gran éxito.
Esta versión es una de las primeras y más admiradas canciones de rap metal y se considera de gran influencia. Se trató de rescatar la brecha entre el hip hop y el heavy metal y allanó el camino para muchos otros intentos de mezclar estos dos géneros. El 2006 salió #12 en la lista del canal VH1 de 40 Greatest Songs Metal (los 40 mejores temas de metal) y aparece en los video juegos WWE SmackDown! vs. Raw, WWE WrestleMania 21, WWE Day of Reckoning, Tony Hawk's Pro Skater 2, y Tony Hawk's Pro Skater 2X.
Ha sido interpretada numerosas veces en vivo por Anthrax en solitario, incluyendo una versión con el vocalista de Slipknot Corey Taylor.
El nombre de esta versión es varias veces llamado "Bring tha Noise" o "Bring tha Noize".